# Tetropium confragosum
Tetropium confragosum là một loài bọ cánh cứng trong họ Cerambycidae.